# Barão de Porto de Mós
Barão de Porto de Mós é um título nobiliárquico criado por D. Maria II de Portugal, por Decreto de 12 de Agosto de 1842 ou 1845, em favor de Venâncio Pinto do Rego de Ceia Trigueiros.
Titulares
1. Venâncio Pinto do Rego de Ceia Trigueiros, 1.º Barão de Porto de Mós.